# Andreas Hackethal (Wirtschaftswissenschaftler)
Andreas Hackethal (* 5. Februar 1971 in Coburg) ist ein deutscher Wirtschaftswissenschaftler und Professor für Finanzen an der Goethe-Universität in Frankfurt am Main.

## Leben
Andreas Hackethal studierte Betriebswirtschaftslehre an der Goethe-Universität und an der University of Iowa, USA. Er promovierte 1999 bei Reinhard H. Schmidt an der Goethe-Universität und schloss 2005 seine Habilitation am Fachbereich Wirtschaftswissenschaften der Goethe-Universität ab. Parallel zu seiner akademischen Karriere arbeitete er zwei Jahre im Bankwesen und acht Jahre in der Strategieberatung. Im Januar 2005 folgte er einem Ruf an die European Business School in Oestrich-Winkel, wo er bis Ende 2007 Professor für Finanzdienstleistungen war und das dortige Department of Finance, Accounting and Real Estate leitete.
2008 nahm er einen Ruf auf eine Finanzprofessur im House of Finance der Goethe-Universität an und übernahm gleichzeitig die Leitung der Goethe Business School, dem Zentrum für akademische Managementweiterbildung an der Frankfurter Universität. Seit Oktober 2011 ist er Dekan des Fachbereichs Wirtschaftswissenschaften. 
Er verantwortet zudem im House of Finance das Retail Banking Competence Center (RBCC) und ist einer der Vorstände des E-Finance Labs, das gemeinsam von der Goethe-Universität Frankfurt und der Technischen Universität Darmstadt betrieben wird.
Er lehrt und forscht auf den Gebieten Personal Finance und Empirical Banking. Seit 2009 ist er ein Mitglied des Fachbeirats der Bundesanstalt für Finanzdienstleistungsaufsicht, seit Ende 2011 Mitglied der Börsensachverständigenkommission beim Bundesministerium für Finanzen.

## Werke
- Is Unbiased Financial Advice to Retail Investors Sufficient? Answers from a Large Field Study. Mit Bhattacharya, U., Kaesler, S., Loos, B., Meyer, S., Review of Financial Studies, 2012
- Financial Advice: A Case of Babysitters. Mit Haliassos, M. und Japelli, T., Journal of Banking and Finance,  2011
- The Anatomy of Bank Diversification. Mit Ralf Elsas und Markus Holzhäuser, Journal of Banking and Finance, 2010
- Corporate Governance in Germany: Transition to a Modern Capital Market-Based System? Mit R.H. Schmidt, M. Tyrell. Journal of Institutional and Theoretical Economics (JITE), 2003
- Disintermediation and the Role of Banks in Europe: An International Comparison. Mit  R.H. Schmidt, M. Tyrell. Journal of Financial Intermediation, 1999

## Aktuelle Forschung
- Werke auf SSRN

## Preise und Auszeichnungen
- 2010 Professor des Jahres in der Kategorie Wirtschaftswissenschaften/Jura (Magazin „Unicum Beruf“)[1]
- 2001 Innovation Award der Reuters AG für die beste Dissertation[2]